# هوانگ یاچیونگ
هوانگ یاچیونگ (انگلیسی: Huang Yaqiong؛ زادهٔ ۲۸ فوریهٔ ۱۹۹۴) بدمینتون‌باز زن اهل چین است.